# Sân bay quốc tế Manas
Sân bay quốc tế Manas (tiếng Kyrgyz: Манас эл аралык аэропорту) (IATA: FRU (БИШ), ICAO: UCFM)(ký hiệu UAFM) là một sân bay quốc tế chính ở Kyrgyzstan cách thủ đô Bishkek 25 kilômét (16 mi) về phía tây bắc.
Sân bay hoạt động suốt 24 giờ và hệ thống hạ cánh của nó đáp ứng các tiêu chuẩn của ICAO CAT II, cho phép máy bay có trần thấp 30 mét (98 ft) và tầm nhìn 350 mét (1.150 ft) có thể hoạt động.

## Hãng hàng không và tuyến bay

### Hàng khách

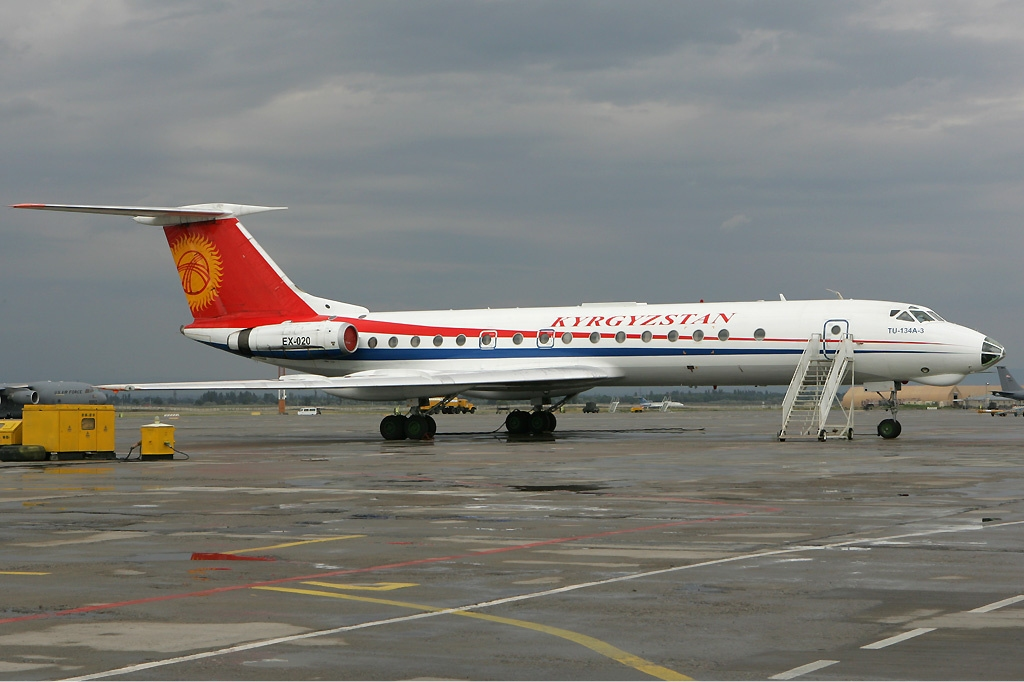
Kyrgyzstan Airlines Tupolev Tu-134A tại Bishkek-Manas.

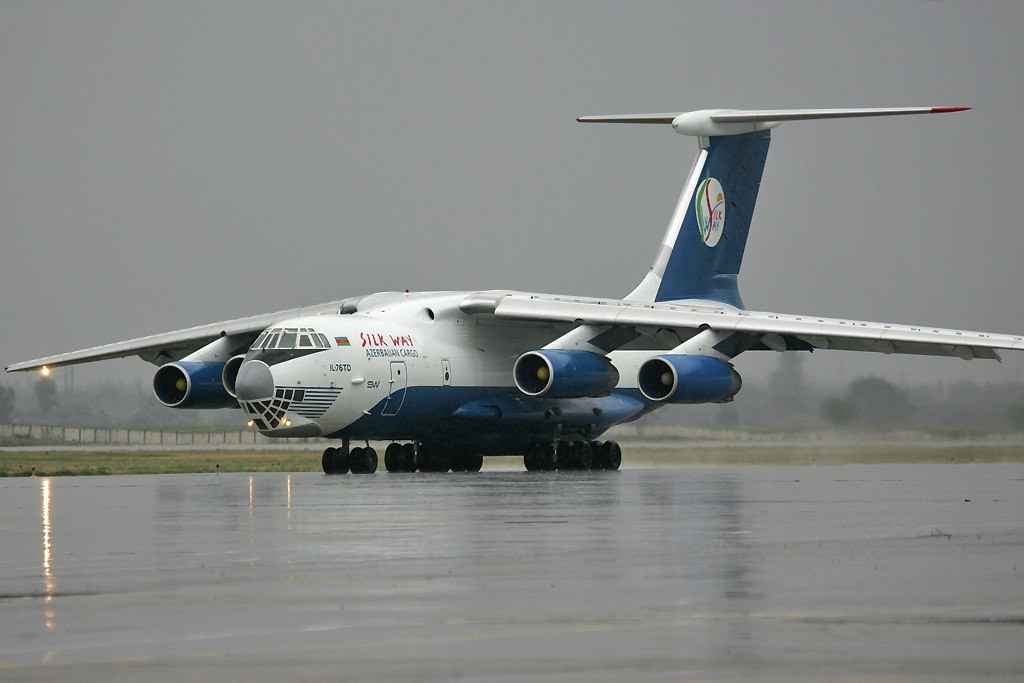
Silk Way Airlines Ilyushin Il-76 tại Bishkek-Manas.

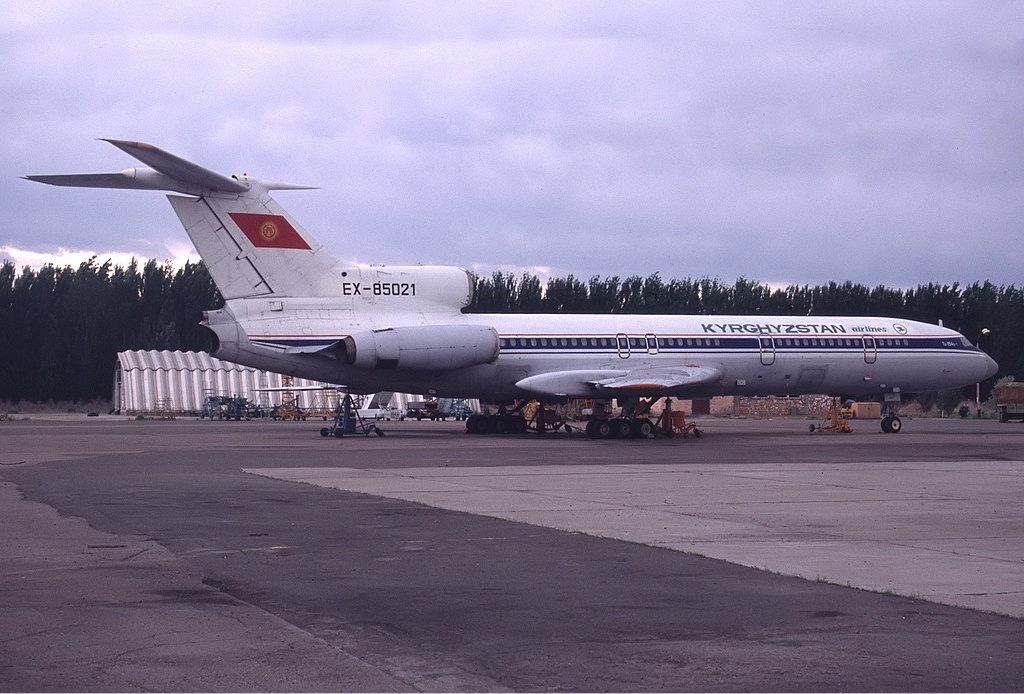
Kyrgyzstan Airlines Tupolev Tu-154B tại Bishkek-Manas.

| Hãng hàng không               | Các điểm đến |
| ----------------------------- | --- |
| Aeroflot                      | Moscow-Sheremetyevo |
| Aeroflot vận hành bởi Rossiya | St Petersburg |
| Air Astana                    | Almaty, Astana |
| Air Kyrgyzstan                | Krasnodar, Krasnoyarsk-Yemelyanovo, Moscow-Domodedovo, Novosibirsk, Osh, Tashkent, Ürümqi                                           |
| Air Manas                     | Chelyabinsk, Delhi, Istanbul-Sabiha Gökçen, Krasnoyarsk-Yemelyanovo, Moscow-Domodedovo, Novosibirsk, Osh, Perm, Yekaterinburg       |
| AtlasGlobal                   | Istanbul-Atatürk |
| Avia Traffic Company          | Dushanbe, Grozny, Isfana, Kazan, Krasnoyarsk-Yemelyanovo, Moscow-Domodedovo, Novosibirsk, Osh, St Petersburg, Surgut, Yekaterinburg |
| China Southern Airines        | Ürümqi |
| flydubai                      | Dubai-International |
| Iran Air Tours                | Mashhad |
| Pegasus Airlines              | Istanbul-Sabiha Gökçen |
| S7 Airlines                   | Novosibirsk |
| Sky Bishkek                   | Batken, Osh |
| Somon Air                     | Dushanbe |
| Tajik Air                     | Dushanbe, Khujand |
| TezJet                        | Batken, Osh |
| Turkish Airlines              | Istanbul-Atatürk, Ulaanbaatar |
| Ural Airlines                 | Moscow-Domodedovo, St Petersburg, Yekaterinburg                                                                                     |
| Uzbekistan Airways            | Tashkent |

### Hàng hóa
| Hãng hàng không        | Các điểm đến                                                                                          |
| ---------------------- | --- |
| MNG Airlines           | Almaty                                                                                                |
| RUS Aviation           | Sharjah                                                                                               |
| Silk Way Airlines      | Baku, Ürümqi                                                                                          |
| Turkish Airlines Cargo | Almaty, Bangkok-Suvarnabhumi, Guangzhou, Islamabad, sân bay quốc tế Istanbul-Atatürk, Shanghai-Pudong |
| Uzbekistan Airways     | Navoi                                                                                                 |